# Integrale bekostiging
Integrale bekostiging betekent in de Nederlandse gezondheidszorg dat voor een bepaalde aandoening alle zorg bij een aanbieder wordt gecontracteerd en in een bedrag per patiënt wordt afgerekend. 
Er wordt gewerkt aan invoering in 2015 van integrale bekostiging van medisch-specialistische zorg.

## Integraal tarief
Integrale bekostiging kan het voor zorgaanbieders en zorgverzekeraars eenvoudiger maken om de kosten van verleende zorg af te rekenen. De Nederlandse Zorgautoriteit heeft een beleidsregel in het leven geroepen om het voor zorgaanbieders mogelijk te maken een integraal tarief declareren voor patiënten met diabetes, een verhoogd risico op hart- en vaatziekten of COPD. Dit zijn chronische ziekten waar een geautoriseerde zorgstandaard voor is. Op grond van genoemde beleidsregel kan de zorg die wordt geleverd als één zorgprestatie worden aangemerkt en dus voor één tarief worden ingekocht. 
Het integrale tarief dekt naast de kosten van de zorgprofessionals ook die van de organisatie van de zorg. Bij ketenzorg treedt één zorgaanbieder op als hoofdcontractant. Hij sluit op zijn beurt contracten af met de overige betrokken zorgverleners. De NZa stelt in de beleidsregel dat de hoofdcontractant in ieder geval over de competentie moet beschikken om basis huisartsgeneeskundige zorg te kunnen aanbieden.
Integrale bekostiging komt in de praktijk moeizaam van de grond. De door het ministerie van VWS ingestelde evaluatiecommissie integrale bekostiging heeft in 2011  gerapporteerd dat dit onder meer te maken heeft met een gebrek aan vertrouwen tussen zorgverzekeraars en zorgaanbieders. Dat gebrek aan vertrouwen heeft te maken met gebrek aan inzicht in wat wordt geleverd voor het per patiënt betaalde bedrag en dus onvoldoende transparantie van het systeem.

## Integraal zorgprogramma
Om onder meer de transparantie te verbeteren wordt in opdracht van het in 2010 door de overheid ingestelde  Coördinatieplatform zorgstandaarden een integraal chronisch zorgprogramma ontwikkeld. Centraal staat hierbij de integratie van de bestaande zorgstandaarden diabetes, VRM en COPD tot een integraal modulair opgebouwd zorgprogramma. De modules hiervan kunnen zijn gericht op ziekte specifieke, of ziekte overstijgende gezondheidsproblemen. Ze kennen een stepped care opbouw. Doordat het model het mogelijk maakt de werkelijke zorgbehoefte van patiënten vast te stellen en aan de hand daarvan vraaggestuurde zorgprogramma's op te zetten zal de transparantie worden bevorderd. Bovendien wordt het werken met het individueel zorgplan gefaciliteerd.